# Tachycixius desertorum
Tachycixius desertorum är en insektsart som beskrevs av Franz Xaver Fieber 1876. Tachycixius desertorum ingår i släktet Tachycixius och familjen kilstritar. Inga underarter finns listade i Catalogue of Life.